# Замок Хивер
Замок Хи́вер (англ. Hever Castle) — замок в деревне Хивер, графство Кент, недалеко от Иденбриджа, в 48 км к юго-востоку от Лондона, Англия. Строился как загородный дом в XIII веке; в 1462—1539 годах резиденция семьи Болейн. Памятник архитектуры I* степени.
Анна Болейн, вторая королева-супруга Генриха VIII, короля Англии, провела в замке юность после того, как её отец Томас Болейн унаследовал его в 1505 году. Замок перешёл к нему после смерти его отца, сэра Уильяма Болейна. Позже им владела четвёртая жена короля Генриха — Анна Клевская. В настоящее время замок является туристической достопримечательностью и открыт для посещения.

## История
В строительстве замка Хивер было три основных периода. Самая старая часть замка, датируемая 1270 годом, состоит из торхауса и обнесённого стеной донжона. В середине XV века он принадлежал Джеймсу Файнсу, 1-му барону Сэй и Сил. В 1462 году нуждавшийся в ремонте замок был преобразован в поместье Джеффри Болейном, младшим братом Томаса Болейна, хозяина Гонвилл-холла в Кембридже. Он возвёл в замковых стенах тюдоровский особняк. И наконец, в XX веке замок был приобретён и отреставрирован американо-британским бизнесменом Уильямом Уолдорфом Астором .
Внук Джеффри Болейна, Томас Болейн, унаследовал замок в 1505 году. Он жил там со своей женой леди Элизабет Говард и детьми Джорджем, Марией и Анной (будущей женой Генриха VIII). Неизвестно, родилась ли Анна в Хивере (год её рождения неизвестен), но она жила там до тех пор, пока в 1513 году её не отправили в Нидерланды для получения образования при дворе эрцгерцогини Маргариты. Генрих VIII часто останавливался в близлежащем замке Болеброк, когда ухаживал за Анной.

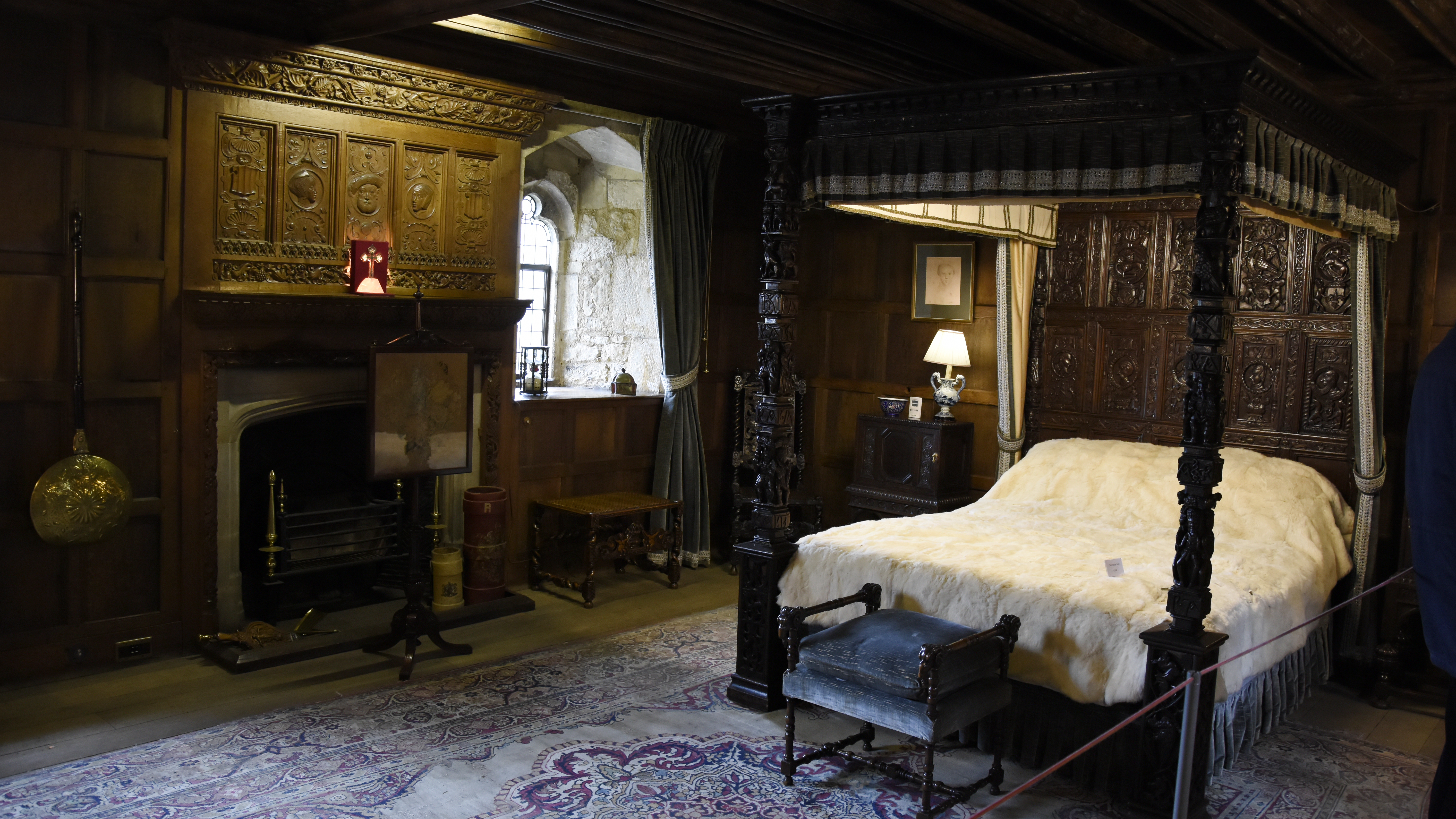
Опочивальня Генриха VIII в замке Хивер

В 1539 году после смерти Томаса Болейна, его имущество перешло во владение Генриха VIII. В 1540 году он подарил его Анне Клевской после того, как с ней развёлся. В замке Хивер до сих пор хранится один из личных замко́в Генриха VIII, которые он брал с собой во время визитов в дворянские дома и вешал на двери в свои покои в целях безопасности.
Впоследствии замок переходил из рук в руки: им владели Уолдегрейвы с 1557 по 1715 год, Хамфрисы с 1715 по 1749 год и Мид-Вальдо с 1749 по 1903 год. Мид-Вальдо сдавали замок в аренду различным частным арендаторам, и к XX веку его состояние было неутешительным.
В 1903 году он был приобретён и восстановлен американским миллионером Уильямом Уолдорфом Астором, который использовал его как семейную резиденцию. Он добавил итальянский сад, чтобы выставить на всеобщее обозрение свою коллекцию скульптур и украшений. В 1983 году Асторы продали замок компании Broadland Properties Limited, которой управляет семья Гатри. Он открыт для посещения туристами в любое время года.
В 2006 году в замке был снят музыкальный клип хора Libera. Лоджия на озере использовалась для съёмок комедийного сериала «Великая».

## Галерея

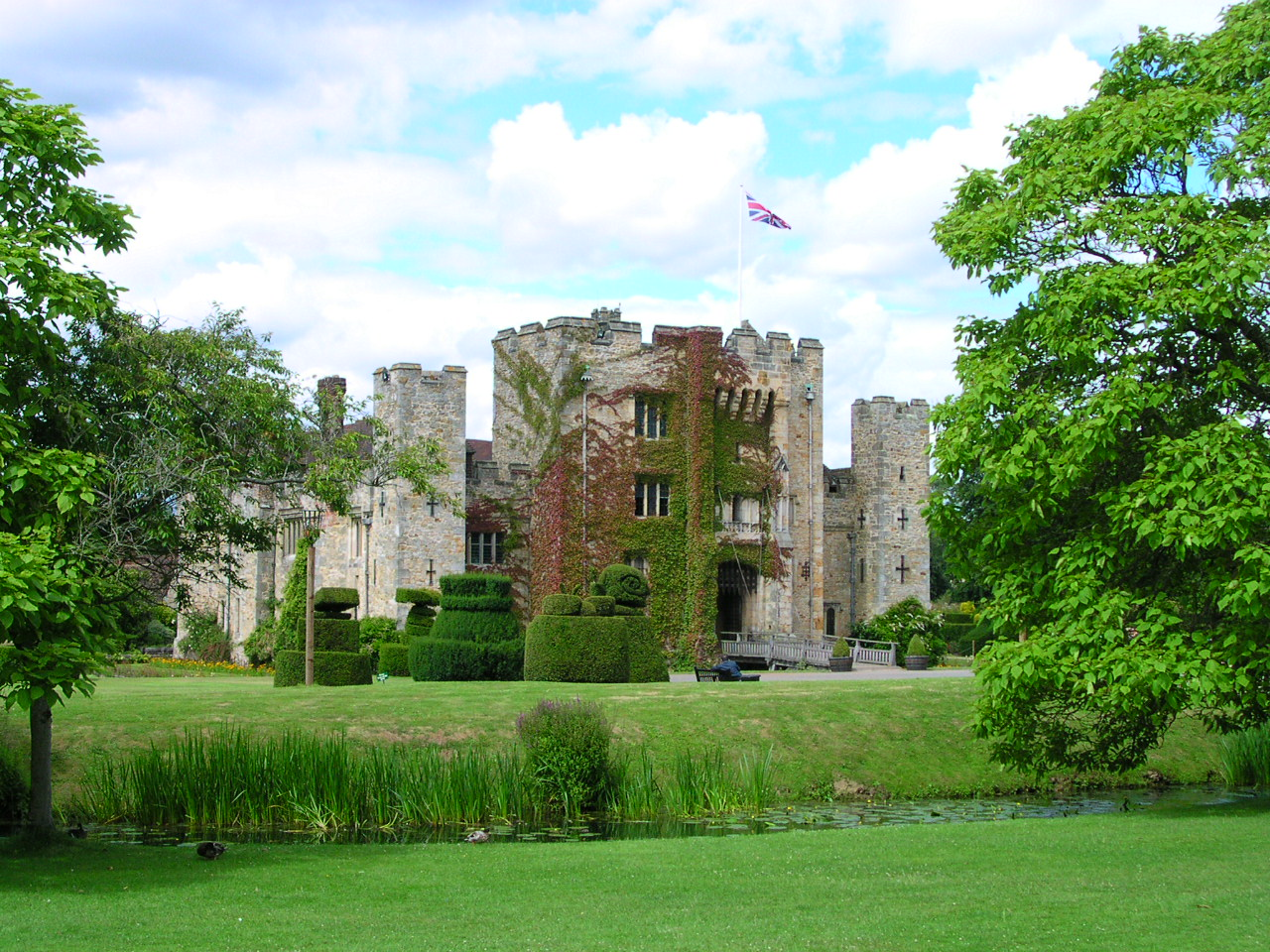
Замок Хивер
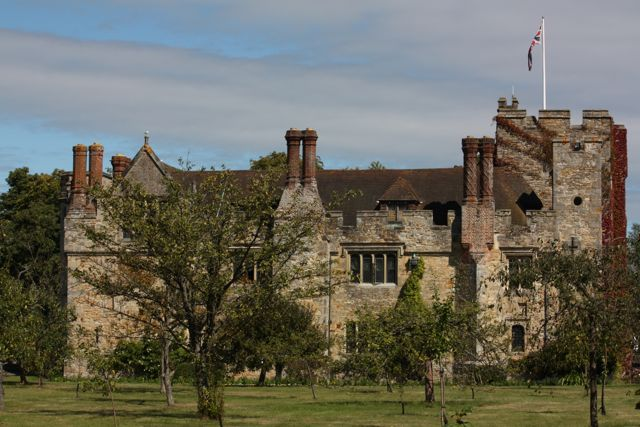
Замок Хевер — вид сбоку
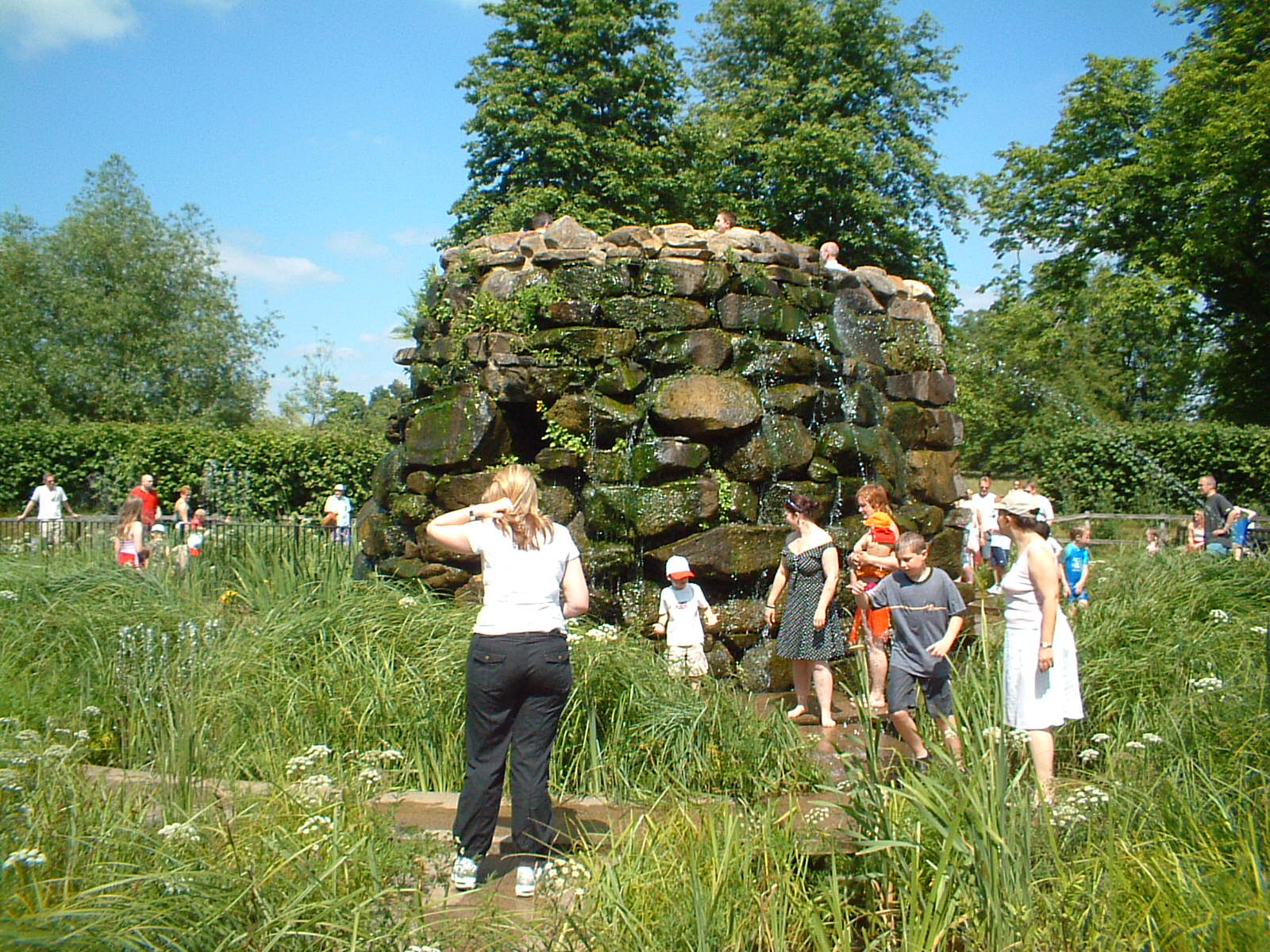
Водный лабиринт
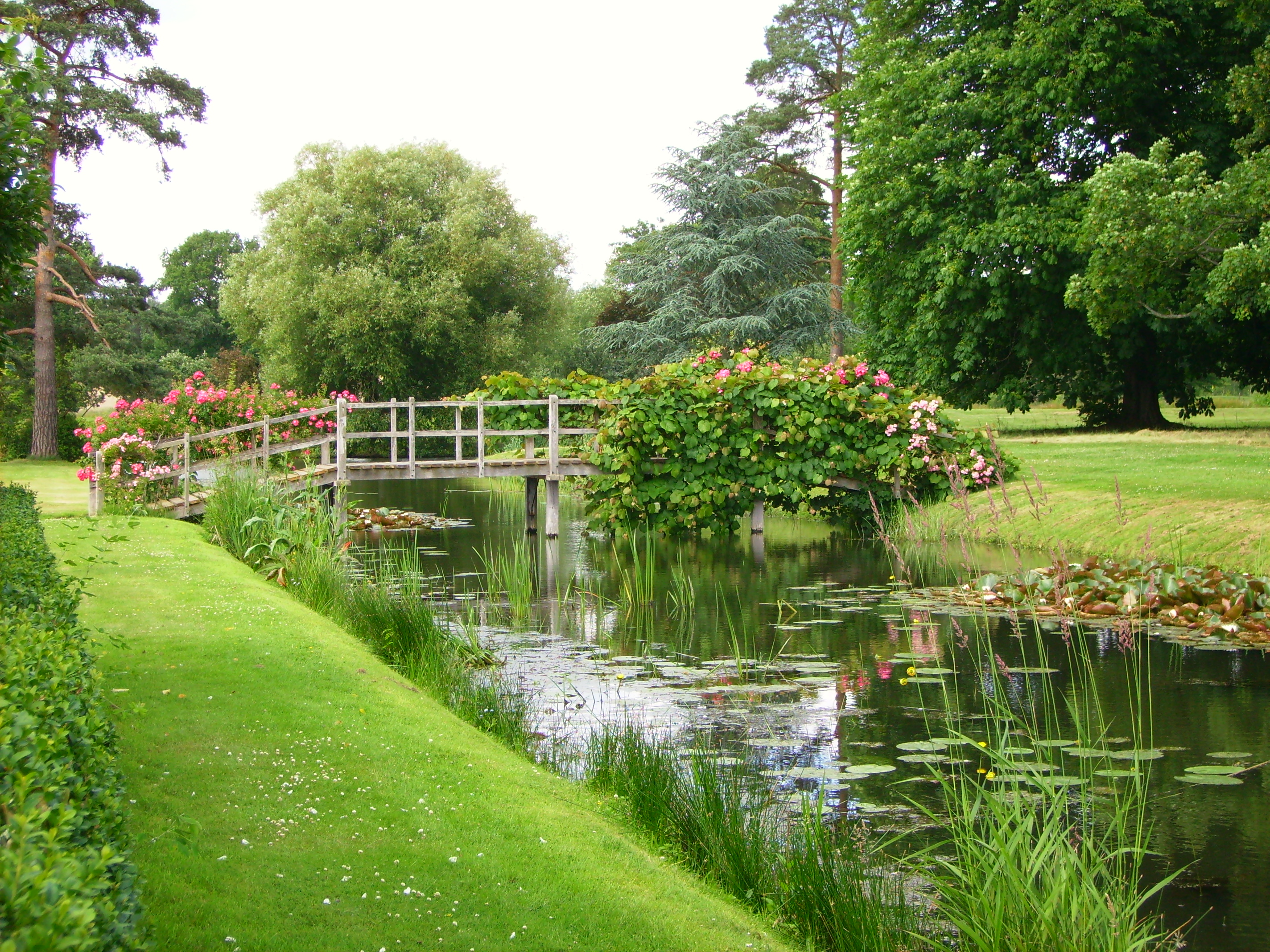
Мост через ров
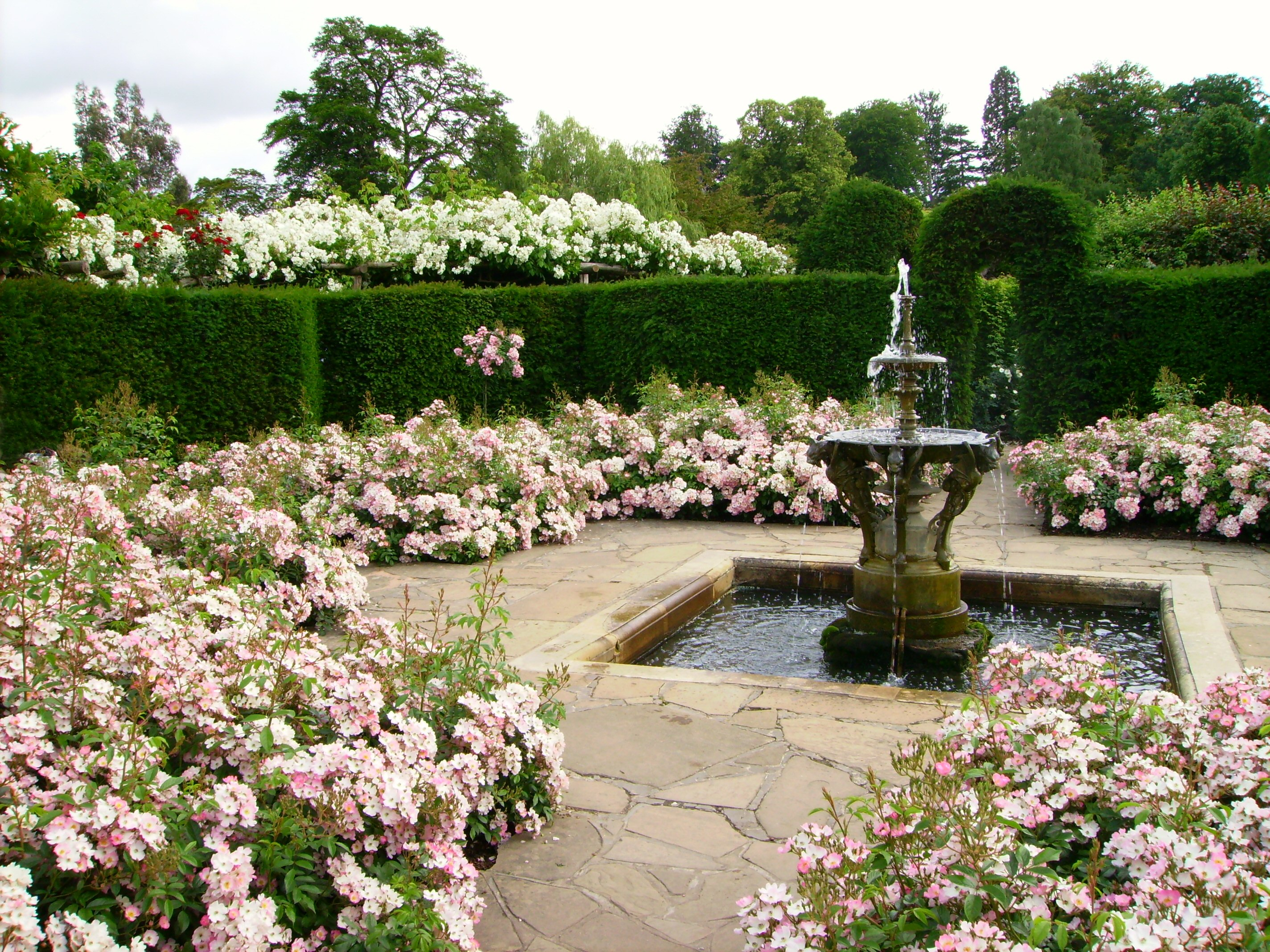
Один из розариев
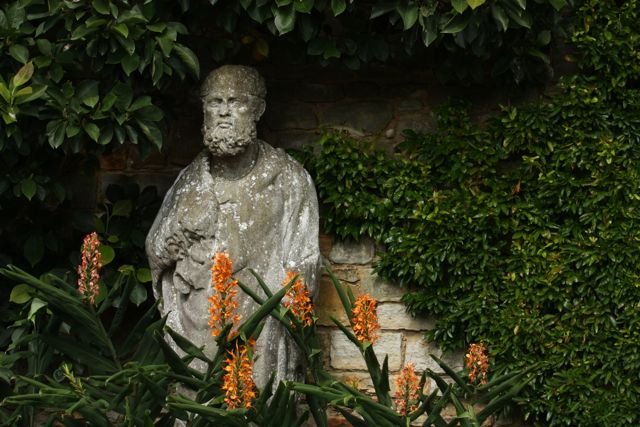
Статуя на территории замка
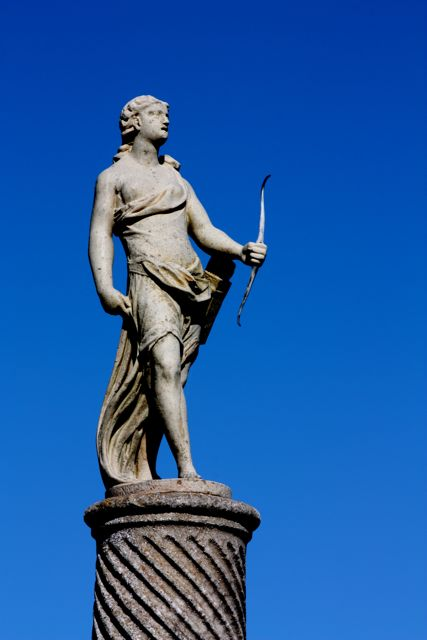
Еще одна статуя на территории замка
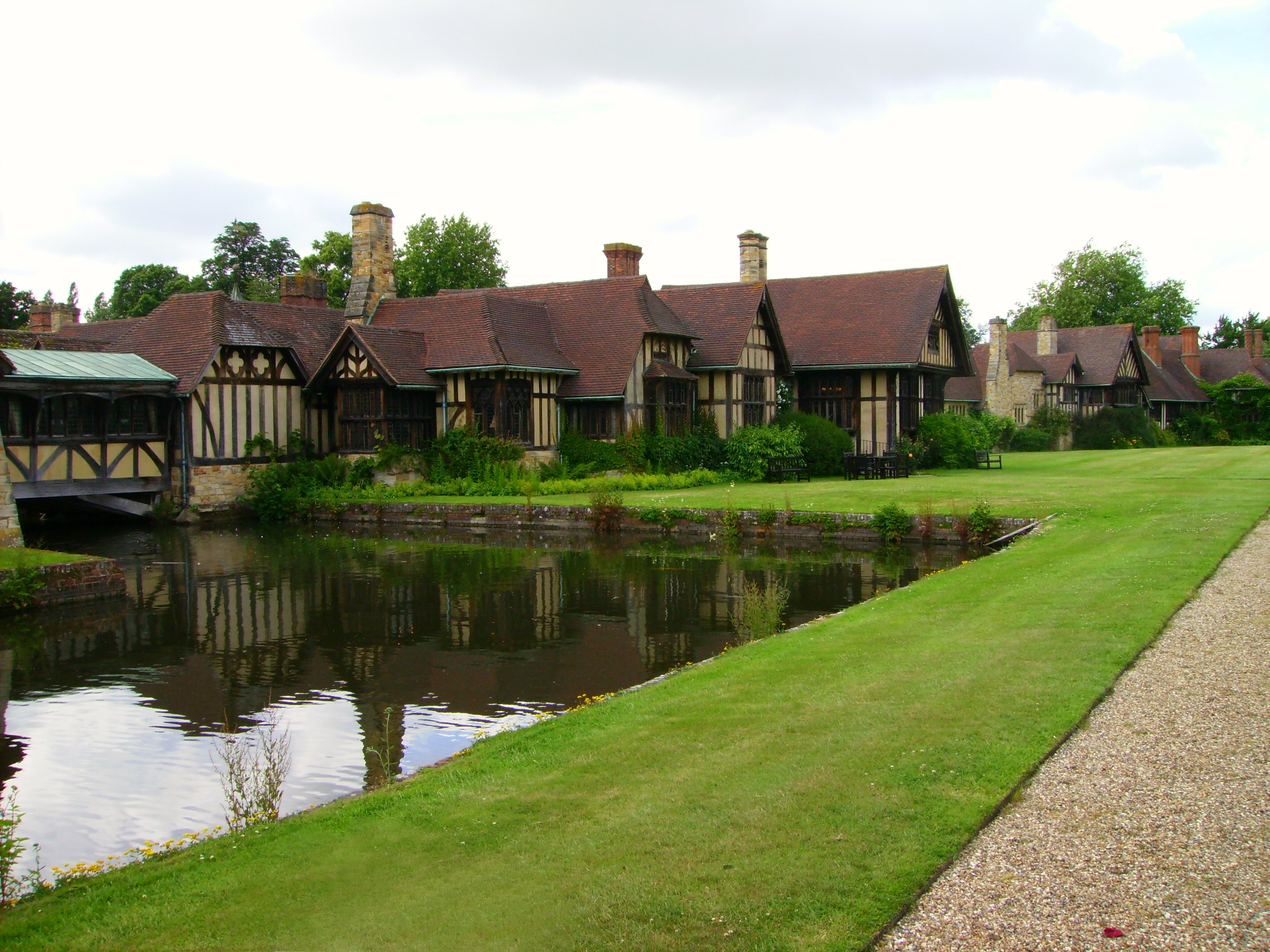
Коттеджи рядом с замком
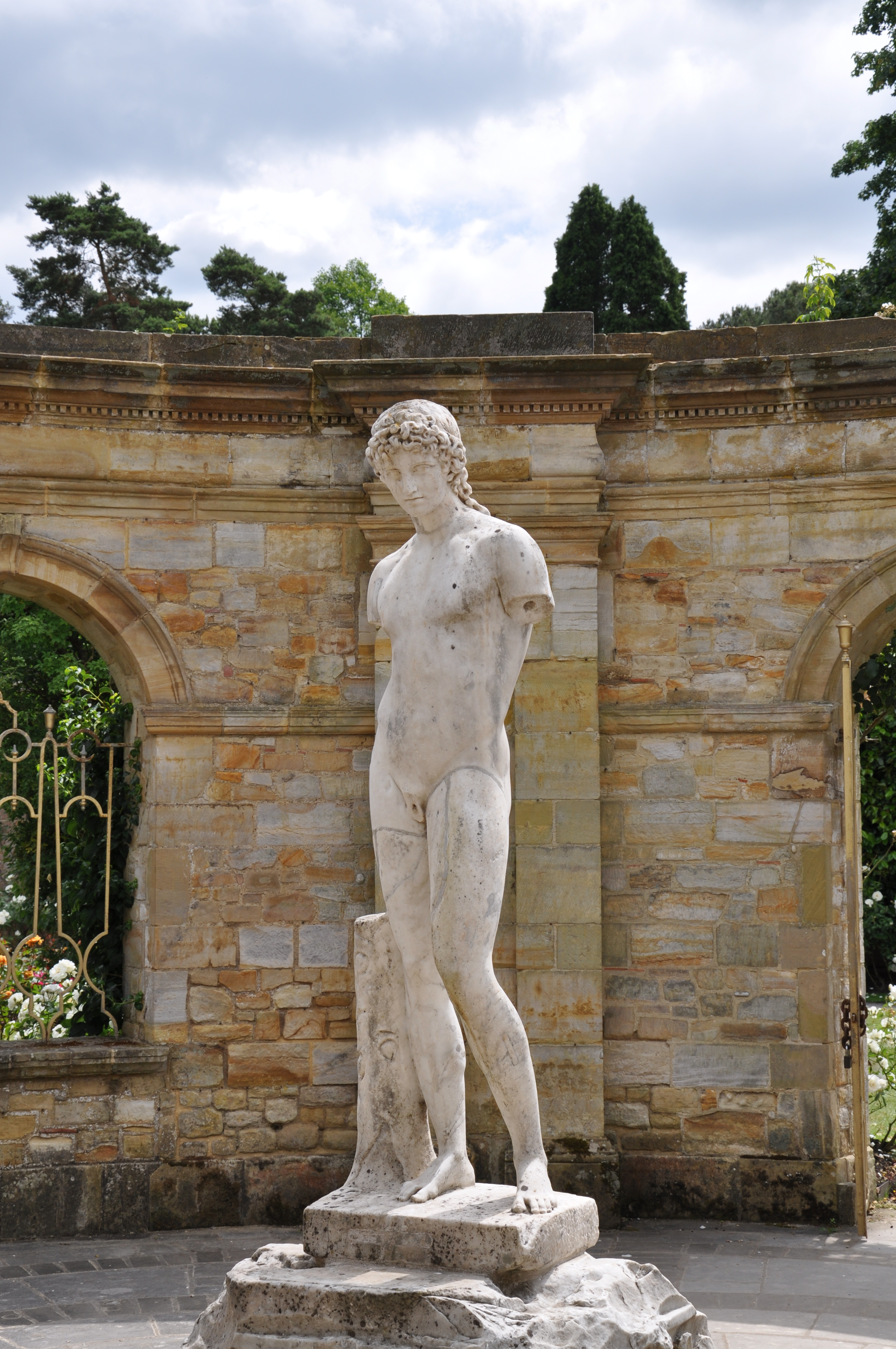
Итальянские сады
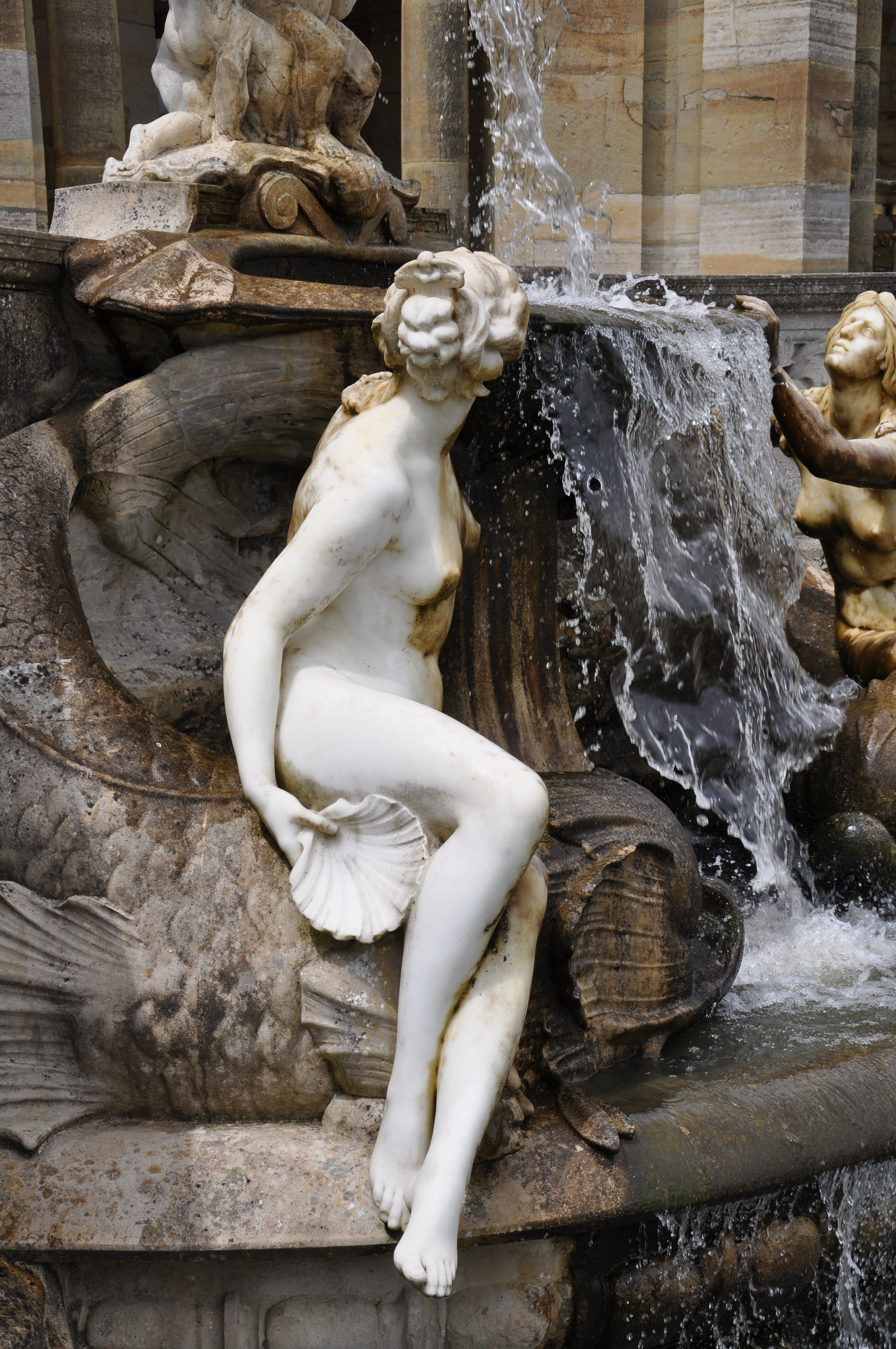
Лоджия с фонтаном
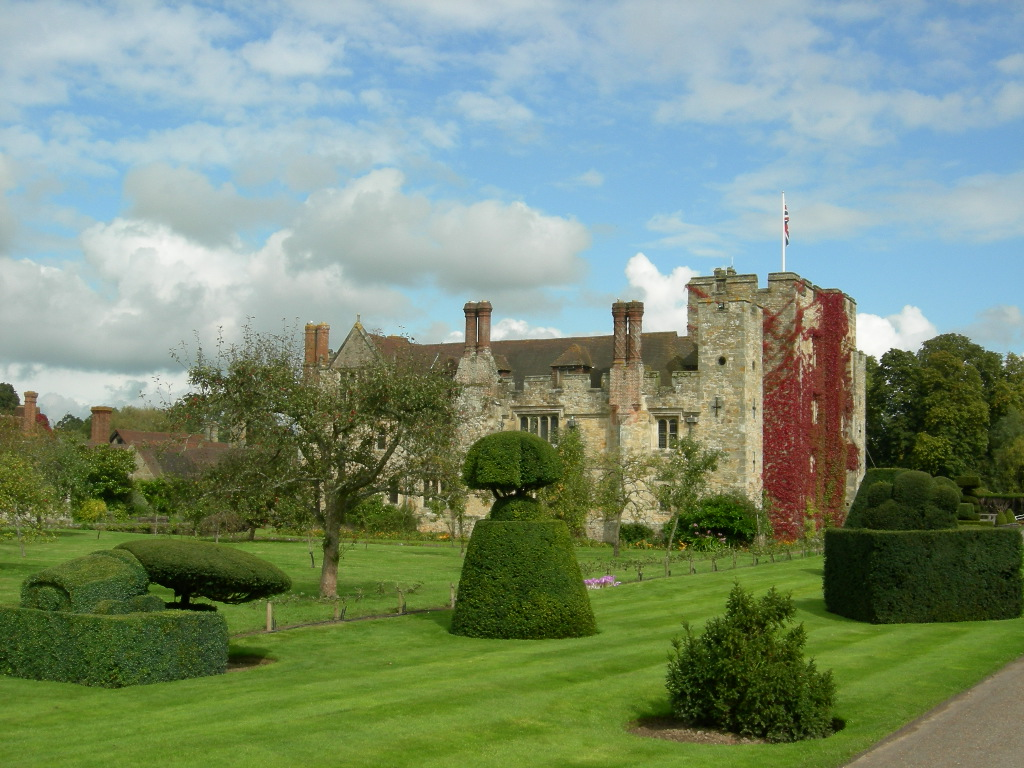
Замок Хивер в 2008 году